# Рекорды Второй Бундеслиги
В этой статье приведены рекорды Второй Бундеслиги, основанной в 1974 году и реорганизованной в 1981 году.
По состоянию на 1 июля 2023 года

## Клубные рекорды
- Крупнейшая победа дома: +11 (11:0) Арминия Билефельд — Арминия Ганновер (23 мая 1980 года)[1]
- Крупнейшая победа в гостях: +9 (0:9) Пирмазенс — Бюрштадт (21 апреля 1978 года)[2]
- Самый грубый матч: 14 карточек (13 жёлтых, 1 красная, 3 удаления) Штутгартер Киккерс — Фортуна Кёльн (30 апреля 2000 года)[3]
- Самый результативный матч: 13 голов (7:6) Кайзерслаутерн — Меппен (11 июня 1997 года)[3]
- Самый посещаемый матч: (77573 зрителей) Мюнхен 1860 — Штутгарт (1 апреля 1977 года)[3]
- Самый непосещаемый матч: (200 зрителей[4]) 9 матчей[1][2][3]
- Наибольшее количество очков: (76) Герта (сезон 2012/13)[5]
- Наименьшее количество очков: (10) Швайнфурт 05 (сезон 1990/91)[6]
- Наибольшее количество побед: (23) Герта (сезон 2010/11)[7]
- Наименьшее количество побед: (1) Швайнфурт 05 (сезон 1990/91)[8]
- Наибольшее количество ничьих: (19) Блау-Вайсс 1890 (сезон 1990/91)[9]
- Наименьшее количество ничьих: (3) Унтерхахинг (сезон 2004/05)[10]
- Наименьшее количество поражений: (2) Герта (сезон 2012/13) и Арминия (сезон 2019/20)[11]
- Наибольшее количество поражений: (26) Швайнфурт 05 (сезон 1990/91) и Дуйсбург (сезон 1985/86)[12]
- Наилучшая разница мячей: (+56) Ганновер 96 (сезон 2001/02)[13]
- Наихудшая разница мячей: (-65) Швайнфурт 05 (сезон 1990/91)[14]

## Личные рекорды
- Самое большое количество матчей: (508) Вилли Ландграф (Алеманния Ахен, Гютерсло, Хомбург, Рот-Вайсс Эссен)[15]
- Самое большое количество матчей в качестве игрока и тренера: (707[16]) Бенно Мёльман (Пройссен Мюнстер, Вердер, Гройтер Фюрт, Арминия Билефельд, Ингольштадт 04, Франкфурт, Мюнхен 1860)[17]
- Автор наибольшего количества голов: (172) Симон Теродде[18]
- Автор наибольшего количества голов и передач: (215; 172 голов + 43 голевых передач) Симон Теродде[19]
- Автор наибольшего количества голов после выхода на замену: (15) Дмитрий Назаров[20]
- Автор наибольшего количества голевых передач после выхода на замену: (9) Роувен Хеннингс[20]
- Автор наибольшего количества результативных действий после выхода на замену: (21; 12 голов + 9 голевых передач) Роувен Хеннингс[20]
- Автор наибольшего количества победных голов: (49) Симон Теродде[21]
- Автор наибольшего количества автоголов: (5) Александр Жиров[22]
- Два автогола в матче: Себастиан Шуппан (Арминия) 18 сентября 2016 года против Ганновера[23]
- Самый молодой игрок в истории: (16 лет 4 месяца 19 дня) Эфе-Каан Сихлароглу (Карлсруэ) 27 ноября 2021 года против Ганновера[24]
- Самый молодой автор гола в истории: (16 лет 11 месяцев 4 дня) Гюнтер Риг (Дармштадт 98) 9 июня 1985 года в ворота Дуйсбурга[25]
- Самый возрастной игрок в истории: (42 года 10 месяцев 26 дней) Петер Айх (Саарбрюккен) 14 мая 2006 года против Айнтрахта Брауншвейг[24]
- Самый возрастной автор гола в истории: (39 лет 7 месяцев 4 дня) Хельмут Халлер (Аугсбург) 25 февраля 1979 года в ворота Франкфурта[26]
- Самый грубый игрок: (150 дисциплинарных баллов; 122 жёлтых, 2 красных, 6 удалений за две жёлтых карточки) Вилли Ландграф[27]
- Наибольшее количество отражённых пенальти: (17) Мануэль Риман[28]
- Наибольший процент отражённых пенальти[29]: (56,5 %; 13/23) Андреас Луте[28]
- Наибольшее количество голов, забитых одним игроком в одном матче: (6) Оттмар Хитцфельд (Штутгарт) 13 мая 1977 года в ворота Яна[30]
- Наибольшее количество сухих матчей: (103) Димо Вахе[31]
- Наибольший процент сухих матчей[32]: (51,7 %; 31/60) Андреас Рейнке[31]

## Рекорды тура
- Самый результативный тур: (5,5 голов за матч) 38-й тур в сезоне 1975/76[33]
- Самый нерезультативный тур: (1,11 голов за матч) 14-й тур в сезоне 2004/05[34]
- Самый «жёлтый» тур: (70 карточек[35]) 9-й тур в сезоне 1992/93[34]
- Самый «красный» тур: (9 удалений[36]) 19-й тур в сезоне 1998/99 и 26-й тур в сезоне 2000/01[34]
- Самый посещаемый тур: (30425 зрителей за матч) 33-й тур в сезоне 2015/16[34]
- Самый непосещаемый тур: (1480 зрителей за матч[37]) 25-й тур в сезоне 1978/79[38]

## Серии

### Общие[39]
- Самая длинная победная серия: (10 побед) Карлсруэ (с 19-го по 30-й тур сезона 1986/87)[40][41] и Санкт-Паули (с 18-го по 28-й тур сезона 2022/23)[42]
- Самая длинная серия без поражений: (25 матчей) Кёльн (с 1-го по 26-й тур сезона 2002/03)[43][44] и Фортуна Дюссельдорф (с 28-го тура сезона 2010/11 по 19-й тур сезона 2011/12)[45]
- Самая длинная ничейная серия: (7 матчей) Карлсруэ (с 7-й по 14-й тур сезона 2019/20)[46] и Унтерхахинг (с 7-й по 13-й тур сезона 1996/97)[47][48]
- Самая длинная серия без ничьих: (21 матч) Ройтлинген 05 (с 26-го тура сезона 2001/02 по 12-й тур сезона 2002/03)[49][50], Фортуна Кёльн (с 4-го по 25-й тур сезона 1988/89)[51] и РБ Лейпциг (с 10-го по 31-й тур сезона 2015/16)[52]
- Самая длинная серия без побед: (29 матчей) Ульм 1846 (с 9-го тура сезона 1984/85 по 1-й тур сезона 1986/87)[53][54]
- Самая длинная серия поражений: (14 поражений) Дуйсбург (с 19-го по 34-й тур сезона 1985/86)[55][56]
- Самая длинная серия без пропущенных голов: (8 матчей) Арминия (с 5 по 13-й тур сезона 2009/10)[57]
- Самая длинная серия без забитых голов: (8 матчей) Майнц 05 (с 1-го по 9-й тур сезона 1995/96)[58] и Рот-Вайсс Оберхаузен (с 25-го по 38-й тур сезона 1988/89)[59][60]

### Домашние[61]
- Самая длинная победная серия: (17 побед) Кайзерслаутерн (с 9-го тура сезона 1996/97 по 9-й тур сезона 2006/07)[62][63]
- Самая длинная серия без поражений: (58 матчей) Дуйсбург (с 33-го тура сезона 1989/90 по 27-й тур сезона 1995/96)[64][65]
- Самая длинная ничейная серия: (7 матчей) Дармштадт 98 (с 18-го по 32-й тур сезона 1992/93)[66]
- Самая длинная серия без ничьих: (24 матчей) Штутгартер Киккерс (с 15-го тура сезона 1984/85 по 21-й тур сезона 1986/87)[67] и Унион Золинген (с 7-го тура сезона 1983/84 по 17-й тур сезона 1984/85)[68]
- Самая длинная серия без побед: (16 матчей) Теннис Боруссия Берлин (с 32-го тура сезона 1985/86 по 23-й тур сезона 1993/94)[69][70] и Ян (с 10-го тура сезона 2012/13 по 8-й тур сезона 2017/18)[71][72]
- Самая длинная серия поражений: (13 поражений) Оснабрюк (с 8-го по 33-й тур сезона 2020/21)[73]
- Самая длинная серия без пропущенных голов: (9 матчей) Нюрнберг (с 16-го по 34-го тура сезона 2008/09)[74]
- Самая длинная серия без забитых голов: (7 матчей) Гройтер Фюрт (с 13-го по 27-й тур сезона 2014/15)[75] и Юрдинген 05 (с 16-го по 30-го тура сезона 1997/98)[76]

### Гостевые[77]
- Самая длинная победная серия: (8 побед) Гамбург (с 31-го тура сезона 2021/22 по 12-й тур сезона 2022/23)[78]
- Самая длинная серия без поражений: (19 матчей) Ингольштадт 04 (с 10-го тура сезона 2013/14 по 14-й тур сезона 2014/15)[79]
- Самая длинная ничейная серия: (6 матчей) Ганновер 96 (с 19-го по 21-го тура сезона 1984/85)[80][81], Унтерхахинг (с 3-го по 14-й тур сезона 1996/97)[82] и Оснабрюк (с 30-го тура сезона 2019/20 по 7-й тур сезона 2020/21)[83]
- Самая длинная серия без ничьих: (26 матчей) Зандхаузен (с 26-го тура сезона 2019/20 по 10-й тур сезона 2021/22)[84]
- Самая длинная серия без побед: (40 матчей) Рот-Вайсс Эссен (с 9-го тура сезона 1996/97 по 23-й тур сезона 2006/07)[85][86]
- Самая длинная серия поражений: (14 поражений) Швайнфурт 05 (с 7-го тура сезона 2001/02)[87][88], Аугсбург (с 4-го по 29-й тур сезона 1982/83)[89] и Шлосс-Нойхаус (с 7-го по 35-й тур сезона 1982/83)[90]
- Самая длинная серия без пропущенных голов: (5 матчей) Унион Берлин[91], Гройтер Фюрт[92], Аугсбург[93], Бохум[94]
- Самая длинная серия без забитых голов: (8 матчей) Аугсбург (с 4-го по 19-й тур сезона 1982/83)[95]

## Другое
- Самый дорогой и прибыльный трансфер в истории: (35 миллионов евро и +30 миллионов евро) Бенжамен Павар из «Штутгарта» в «Баварию»[96][97]
- Самый «увольнительный»[98] сезон в истории: (32, сезон 1992/93)[99]
- Самый «разнообразный»[100] сезон в истории: (22, сезон 2000/01)[99]
- В сезоне 1992/93 у 20 из 24 команд турнира сменился тренер[99]
- Самый молодой тренер в истории: (24 лет 8 месяц 19 дней) Ханс-Вернер Моорс (Пройссен Мюнстер) 12 апреля 1975 года против «Оснабрюка»[101]